# SN 2006gu
SN 2006gu – supernowa typu Ia odkryta 27 sierpnia 2006 roku w galaktyce A004038-0004. W momencie odkrycia miała maksymalną jasność 21,10m.